# Comarca de Lisboa Norte
A comarca de Lisboa Norte é uma comarca integrada na divisão judiciária de Portugal. Tem sede em Loures.
A comarca abrange uma área de 1 938 km² e tem como população residente 688 985 habitantes (2011).
Integram a comarca de Lisboa Norte os dez municípios seguintes:
- Loures
- Alenquer
- Arruda dos Vinhos
- Azambuja
- Cadaval
- Lourinhã
- Odivelas
- Sobral de Monte Agraço
- Torres Vedras
- Vila Franca de Xira

A comarca de Lisboa Norte integra a área de jurisdição do Tribunal da Relação de Lisboa.